# Lycodon mackinnoni
Lycodon mackinnoni — вид змій з родини полозових (Colubridae).

## Етимологія
Вид названо на честь британського натураліста Філіпа Маккіннона, який зібрав типові зразки виду.

## Поширення
Вид поширений на заході Гімалаїв, починаючи від Уттаракханду в Індії через Джамму та Кашмір до Азад Кашміру в Пакистані.

## Опис
Дрібна змія завдовжки до 36,5 см, включаючи хвіст довжиною 6,5 см. Спина коричнева з мережею з білих ліній. Черево біле з коричневими краями.